# Epicentr K10 Iwano-Frankiwsk
Epicentr K10 Iwano-Frankiwsk (ukr. Міні-футбольний клуб «Епіцентр К10» Івано-Франківськ, Mini-Futbolnyj Kłub "Epicentr K10" Iwano-Frankiwśk) – ukraiński klub futsalu, mający siedzibę w mieście Iwano-Frankiwsk. Od sezonu 2017/18 występuje w futsalowej Pierwszej Lidze Ukrainy.

## Historia
Chronologia nazw:
- 2007: Epicentr K10 Iwano-Frankiwsk (ukr. «Епіцентр К10» Івано-Франківськ)

Klub futsalowy Epicentr K10 Iwano-Frankiwsk został założony w Iwano-Frankowsku w 2007 roku i reprezentował miejscowy hipermarket budowlany Epicentr K, który został otwarty w mieście. W sezonie 2007/08 zespół debiutował w mistrzostwach obwodu iwanofrankowskiego. W sezonie 2009/10 zajął trzecie miejsce w pierwszej lidze mistrzostw obwodu i awansował do wyższej ligi. W sezonie 2013/14 zdobył mistrzostwo oraz Puchar obwodu. W następnym sezonie powtórzył ten sukces, wygrywając mistrzostwo oraz Puchar obwodu.
W sezonie 2014/15 klub debiutował w profesjonalnych rozgrywkach Pucharu Ukrainy w futsalu. Został zatrzymany w 1/16 finału przez Manzana Kijów. W sezonie 2015/16 klub debiutował w Pierwszej Lidze Ukrainy, zajmując 7.miejsce. Również dotarł do 1/16 finału Pucharu Ukrainy oraz zdobył mistrzostwo i Puchar obwodu iwanofrankowskiego.

## Barwy klubowe, strój
| Biały | Granatowy |

Zawodnicy klubu zazwyczaj grali swoje mecze domowe w białych strojach.

## Sukcesy

### Trofea międzynarodowe
Nie uczestniczył w rozgrywkach europejskich (stan na 31-05-2019).

### Trofea krajowe
| \| \| Zdobyte trofea w rozgrywkach Ukrainy (stan na: 31-05-2019) \| |                                                            |      |                         |
| Rozgrywki                                                           | Osiągnięcie                                                | Razy | Sezon(y)                |
| · Mistrzostwo                                                       | I miejsce                                                  | 0    |                         |
| · Mistrzostwo                                                       | II miejsce                                                 | 0    |                         |
| · Mistrzostwo                                                       | III miejsce                                                | 0    |                         |
| Puchar                                                              | zdobywca                                                   | 0    |                         |
| Puchar                                                              | finalista                                                  | 0    |                         |
| Puchar                                                              | 1/16 finału                                                | 1    | 2014/15                 |
| II liga                                                             | I miejsce                                                  | 0    |                         |
| II liga                                                             | II miejsce                                                 | 0    |                         |
| II liga                                                             | III miejsce                                                | 0    |                         |
| II liga                                                             | 4.miejsce                                                  | 1    | 2017/18 (gr. zachodnia) |
| Ukraina                                                             | Zdobyte trofea w rozgrywkach Ukrainy (stan na: 31-05-2019) |      |                         |

## Piłkarze i trenerzy klubu

### Trenerzy
? (2007–06.2011)
 Roman Jary (06.2011–05.2017)
 Wasyl Bełej (06.2017–nadal)

## Struktura klubu

### Stadion
Klub rozgrywał swoje mecze domowe w Hali Kompleksu Sportowego Koledżu Wychowania Fizycznego w Iwano-Frankowsku (zwanej Maneż Sportowy), znajdującej się przy ul. Bandery, 76000 Iwano-Frankiwsk. Pojemność: 1500 miejsc siedzących.

### Sponsorzy
- sieć hipermarketów budowlanych "Epicentr K" w Iwano-Frankowsku.